# 전주기전대학 축구단
전주기전대학 축구부(영어: Jeonju Kijeon College  Football Club)는 대한민국 전북특별자치도 전주시에 위치한 대학교 축구부이다. 전주기전대학에서 운영하는 대학 축구부이며, 2011년에 창단되었다. 

## 참고 문헌
- “KFA 통합경기정보 시스템”. 대한축구협회.
- 약속의 땅 통영 제59회 춘계대학축구연맹전 출전 선수 명단

## 같이 보기
- 전남과학대학교